# تشا تشا سلس حقيقي
تشا تشا سلس حقيقي (بالإنجليزية: Cha Cha Real Smooth)‏ هو فيلم كوميدي دراما أمريكي من بطولة داكوتا جونسون، ليزلي مان، براد غاريت وراؤول كاستيلو. عرض الفيلم لأول مرة خلال مهرجان صاندانس السينمائي 2022.